# مسابقات قهرمانی تکواندو جهان ۱۹۸۹
مسابقات قهرمانی تکواندو جهان ۱۹۸۹ نهمین دورهٔ مسابقات قهرمانی تکواندو جهان می‌باشد که از ۹ تا ۱۴ اکتبر با شرکت ۴۴۶ ورزشکار از ۵۹ کشور در سئول، کره جنوبی برگزار گردید.

## خلاصه مدال‌ها

### مردان
| رویداد | طلا                        | نقره                       | برنز                                |
| ۵۰– ک‌گ | Kwon Tae-ho · کرهٔ جنوبی    | Chang Jung-san · تایوان    | Juan Moreno · ایالات متحده آمریکا   |
| ۵۰– ک‌گ | Kwon Tae-ho · کرهٔ جنوبی    | Chang Jung-san · تایوان    | Harun Ateş · ترکیه                  |
| ۵۴– ک‌گ | Kim Cheol-ho · کرهٔ جنوبی   | Turgut Uçan · ترکیه        | فریبرز دانش · ایران                 |
| ۵۴– ک‌گ | Kim Cheol-ho · کرهٔ جنوبی   | Turgut Uçan · ترکیه        | Salb Abdelhamid · مصر               |
| ۵۸– ک‌گ | Ham Jun · کرهٔ جنوبی        | Domenico D'Alise · ایتالیا | Christian Herberth · آلمان غربی     |
| ۵۸– ک‌گ | Ham Jun · کرهٔ جنوبی        | Domenico D'Alise · ایتالیا | Abdullah Al-Najrani · عربستان سعودی |
| ۶۴– ک‌گ | Jang Hyuk · کرهٔ جنوبی      | Hubert Sinègre · فرانسه    | Musa Çiçek · آلمان غربی             |
| ۶۴– ک‌گ | Jang Hyuk · کرهٔ جنوبی      | Hubert Sinègre · فرانسه    | Dhanaraj Rassiah · مالزی            |
| ۷۰– ک‌گ | Yang Dae-seung · کرهٔ جنوبی | Nusret Ramazanoğlu · ترکیه | Jae Hoon Lee · کانادا               |
| ۷۰– ک‌گ | Yang Dae-seung · کرهٔ جنوبی | Nusret Ramazanoğlu · ترکیه | José Rocamora · فرانسه              |
| ۷۶– ک‌گ | Lee Hyun-suk · کرهٔ جنوبی   | Humberto Norambuena · شیلی | Dante Pena · فیلیپین                |
| ۷۶– ک‌گ | Lee Hyun-suk · کرهٔ جنوبی   | Humberto Norambuena · شیلی | Khaled Fawzy · مصر                  |
| ۸۳– ک‌گ | Jeong Yong-suk · کرهٔ جنوبی | Renzo Zenteno · شیلی       | حسن زاهدی · ایران                   |
| ۸۳– ک‌گ | Jeong Yong-suk · کرهٔ جنوبی | Renzo Zenteno · شیلی       | Jarl Kaila · فنلاند                 |
| ۸۳+ ک‌گ | Amr Khairy · مصر           | Choi Sang-jin · کرهٔ جنوبی  | Victor Bateman · استرالیا           |
| ۸۳+ ک‌گ | Amr Khairy · مصر           | Choi Sang-jin · کرهٔ جنوبی  | فرزاد زرخش · ایران                  |

### زنان
| رویداد | طلا                                | نقره                               | برنز                              |
| ۴۳– ک‌گ | Chin Yu-fang · تایوان              | Mónica Torres · مکزیک              | Kim Jee-hyang · کرهٔ جنوبی         |
| ۴۳– ک‌گ | Chin Yu-fang · تایوان              | Mónica Torres · مکزیک              | Sita Kumari Rai · نپال            |
| ۴۷– ک‌گ | Won Sun-jin · کرهٔ جنوبی            | Pai Yun-yao · تایوان               | Anita Falieros · استرالیا         |
| ۴۷– ک‌گ | Won Sun-jin · کرهٔ جنوبی            | Pai Yun-yao · تایوان               | Mayumi Pejo · ایالات متحده آمریکا |
| ۵۱– ک‌گ | Jung Nam-suk · کرهٔ جنوبی           | Diane Murray · ایالات متحده آمریکا | Chen Yi-an · تایوان               |
| ۵۱– ک‌گ | Jung Nam-suk · کرهٔ جنوبی           | Diane Murray · ایالات متحده آمریکا | Ayşın Haktanır · ترکیه            |
| ۵۵– ک‌گ | Kim So-young · کرهٔ جنوبی           | Kim Dotson · ایالات متحده آمریکا   | Patricia Mariscal · مکزیک         |
| ۵۵– ک‌گ | Kim So-young · کرهٔ جنوبی           | Kim Dotson · ایالات متحده آمریکا   | Raquel Palacios · اسپانیا         |
| ۶۰– ک‌گ | Lee Eun-young · کرهٔ جنوبی          | Liu Chao-ching · تایوان            | Elena Benítez · اسپانیا           |
| ۶۰– ک‌گ | Lee Eun-young · کرهٔ جنوبی          | Liu Chao-ching · تایوان            | Şeyda Şerefoğlu · ترکیه           |
| ۶۵– ک‌گ | Anita Silsby · ایالات متحده آمریکا | Anne-Mieke Buijs · هلند            | Ayşe Alkaya · ترکیه               |
| ۶۵– ک‌گ | Anita Silsby · ایالات متحده آمریکا | Anne-Mieke Buijs · هلند            | Kim Ji-sook · کرهٔ جنوبی           |
| ۷۰– ک‌گ | Lydia Zele · ایالات متحده آمریکا   | Marcia King · کانادا               | Antonia Vega · اسپانیا            |
| ۷۰– ک‌گ | Lydia Zele · ایالات متحده آمریکا   | Marcia King · کانادا               | Hsu Ju-ya · تایوان                |
| ۷۰+ ک‌گ | Jung Wan-sook · کرهٔ جنوبی          | Yvonne Franssen · کانادا           | Chun Yang-hsi · تایوان            |
| ۷۰+ ک‌گ | Jung Wan-sook · کرهٔ جنوبی          | Yvonne Franssen · کانادا           | Yolanda Santana · اسپانیا         |

## جدول مدال‌ها
| رتبه            | کشور                | طلا | نقره | برنز | مجموع |
| --------------- | ------------------- | --- | ---- | ---- | ----- |
| ۱               | کرهٔ جنوبی           | ۱۲  | ۱    | ۲    | ۱۵    |
| ۲               | ایالات متحده آمریکا | ۲   | ۲    | ۲    | ۶     |
| ۳               | تایوان              | ۱   | ۳    | ۳    | ۷     |
| ۴               | مصر                 | ۱   | ۰    | ۲    | ۳     |
| ۵               | ترکیه               | ۰   | ۲    | ۴    | ۶     |
| ۶               | کانادا              | ۰   | ۲    | ۱    | ۳     |
| ۷               | شیلی                | ۰   | ۲    | ۰    | ۲     |
| ۸               | فرانسه              | ۰   | ۱    | ۱    | ۲     |
| ۸               | مکزیک               | ۰   | ۱    | ۱    | ۲     |
| ۱۰              | ایتالیا             | ۰   | ۱    | ۰    | ۱     |
| ۱۰              | هلند                | ۰   | ۱    | ۰    | ۱     |
| ۱۲              | اسپانیا             | ۰   | ۰    | ۴    | ۴     |
| ۱۳              | ایران               | ۰   | ۰    | ۳    | ۳     |
| ۱۴              | آلمان غربی          | ۰   | ۰    | ۲    | ۲     |
| ۱۴              | استرالیا            | ۰   | ۰    | ۲    | ۲     |
| ۱۶              | عربستان سعودی       | ۰   | ۰    | ۱    | ۱     |
| ۱۶              | فنلاند              | ۰   | ۰    | ۱    | ۱     |
| ۱۶              | فیلیپین             | ۰   | ۰    | ۱    | ۱     |
| ۱۶              | مالزی               | ۰   | ۰    | ۱    | ۱     |
| ۱۶              | نپال                | ۰   | ۰    | ۱    | ۱     |
| مجموع (۲۰ کشور) | مجموع (۲۰ کشور)     | ۱۶  | ۱۶   | ۳۲   | ۶۴    |